# 11 O'Clock Tick Tock
11 O'Clock Tick Tock è il terzo singolo pubblicato dal gruppo rock irlandese U2, che segue il singolo Another Day, e precede l'album di debutto del gruppo Boy, in cui comunque non furono inseriti i due brani. È il primo singolo che il gruppo registra con la Island Records.

## Genesi
Il brano fu prodotto da Martin Hannett conosciuto nell'ambiente musicale per aver lavorato con i Joy Division. L'incontro tra Hannett e gli U2 avvenne proprio mentre il produttore stava lavorando al singolo Love Will Tear Us Apart del gruppo musicale guidato dal carismatico leader, ora scomparso, Ian Curtis. Le sessioni di studio si tennero al Windmill Lane Studios nell'aprile 1980. La canzone in realtà era già stata proposta in esibizioni dal vivo fin dall'agosto 1979, sebbene con un titolo (Silver Lining) e con testi diversi. Solo dal 1980 divenne ufficialmente 11 O'Clock Tick Tock.
Il titolo è stato suggerito involontariamente da Gavin Friday, che lasciò un appunto con scritto 11 O'Clock Tick Tock sulla porta di casa del cantante Bono, non avendolo potuto incontrare.
Sul retro fu pubblicato il singolo Touch, che a sua volta è l'evoluzione di un brano precedente intitolato Trevor. Mentre questo secondo brano uscì presto dal repertorio live del gruppo, già al termine del Boy Tour del 1981, 11 O'Clock Tick Tock fu per tutti gli anni ottanta un cavallo di battaglia della band irlandese, tanto da essere inclusa nel 1983 nell'album live Under a Blood Red Sky. Successivamente il pezzo rientrò saltuariamente nelle scalette dei concerti, rimanendo comunque tra le 20 canzoni più eseguite dal vivo.
I due brani sono presenti sul CD bonus, contenente B-sides e rarità, uscito nel 2008, allegato ad una delle versioni con cui fu pubblicata la rimasterizzazione dell'album Boy.

## Tracce
Testi e musiche di Bono.
1. 11 O'Clock Tick Tock – 3:44
2. Touch – 3:21

## Formazione
Gruppo
- Bono - voce
- The Edge - chitarra, cori
- Adam Clayton - basso
- Larry Mullen Jr. - batteria

## Tour promozionale
Per promuovere il singolo, il gruppo intraprese l'11 O'Clock Tick Tock Tour durante il 1980.

## Ristampa
In concomitanza con il record store day del 2020 e con l'anniversario del quarantesimo anno dalla pubblicazione, il gruppo ha deciso di pubblicare una versione del singolo, in vinile. La copertina del prodotto discografico, avrà una nuova veste grafica ideata da Shaughn McGrath e conterrà le versioni rimasterizzate degli stessi brani contenuti nel singolo originale.